# Rawlins Township
Die Rawlins Township ist eine von 23 Townships im Jo Daviess County im äußersten Nordwesten des US-amerikanischen Bundesstaates Illinois.

## Geografie
Die Rawlins Township liegt im Nordwesten von Illinois. Die östliche Grenze der Township wird vom Galena River gebildet. Die Grenze zu Iowa, die vom Mississippi gebildet wird, befindet sich weniger als 1 km westlich des Südwestzipfels der Rawlins Township.
Die Rawlins Township liegt auf 42°26′45″ nördlicher Breite und 90°26′32″ westlicher Länge und erstreckt sich über 30,41 km².
Die Rawlins Township grenzt innerhalb des Jo Daviess County im Norden an die Vinegar Hill Township, im Nordosten an die Council Hill Township, im Osten an die East Galena Township, im Süden an die West Galena Township und im Westen an die Menominee Township.

## Verkehr
Durch die Rawlins Township verläuft der teilweise zum Freeway ausgebaute und den Illinois Abschnitt der Great River Road bildende U.S. Highway 20, der hier auf die von Norden kommende Illinois State Route 84 trifft.

Die nächstgelegenen Flugplätze sind der rund 35 km westlich in Iowa gelegene Dubuque Regional Airport und der rund 30 km nördlich in Wisconsin gelegene Platteville Municipal Airport.

## Bevölkerung
Bei der Volkszählung im Jahr 2010 hatte die Township 455 Einwohner.
Die Bevölkerung der Township konzentriert sich auf die nördlichen Stadtteile von Galena.